# Украинская народная милиция (1941)
Украинская народная милиция (УНМ; укр. Українська народна міліція) — военизированное формирование, созданное Организацией украинских националистов (ОУН) на территории Генерал-Губернаторства, а затем в Рейхскомиссариате Украина во время Второй мировой войны. Оно было создано в ходе операции «Барбаросса», во время вторжения Германии в Советский Союз в 1941 году.

## Планы ОУН по созданию Украинской народной милиции

### Инструкции 1940
Первые инструкции Украинской народной милиции были разработаны Революционным руководством ОУН весной 1940 года. В разработанном им плане антисоветского восстания предполагалось образование на освобожденной от большевиков территориях сельских или городских революционных органов, к которым должна была перейти власть на местах. В зависимости от потребностей революционные органы должны организовать отделы народной милиции «Сич» (укр. Січ) и взять под охрану существующие на соответствующей территории государственные и общественные предприятия, обеспечить поддержание правопорядка. Начальника местного отдела народной милиции должен был назначать председатель революционного органа. К полномочиям народной милиции Инструкция относила: борьбу со шпионами и диверсантами, охрану железнодорожных станций и государственных предприятий, других объектов военного значения. Народная милиция должна подчиняться председателю местного революционного органа и начальнику уездной государственной службы безопасности. Указанная Инструкция не была воплощена в жизнь.

### Майские инструкции 1941
После Второго Большого сбора ОУН, который состоялся в Кракове в начале апреля 1941 года, в мае ОУН (б) был разработан перечень инструкций для организационного актива под названием «Борьба и деятельность ОУН во время войны», которые регламентировали действия членов и сторонников ОУН по созданию украинского государства в условиях Великой Отечественной войны. В частности, Инструкцией Службы безопасности предполагалось образование Украинской народной милиции как органа безопасности на принципах и основах самообороны. Предполагалось, что на первом этапе народная милиция должна была стать «временным и единственным органом государственной безопасности. Дальнейшая организация милиции, её ступенчатые преобразования в  органы государственной безопасности и обучение аппарата будет вестись параллельно со всеми другими государственными органами в соответствии с изложенным планом».
Согласно этой Инструкции предполагалось, что «когда из населённого пункта будут выведены войска большевиков, следует немедленно приступить к организации Народной милиции». Планировалось, что в её ряды будут отобраны военнообязанные мужчины в возрасте от 18 до 50 лет, в каждом селе должно быть до 10-12 милиционеров, объединённых в отделы численностью 45-50 человек. Командные посты в Народной милиции по планам оуновцев должны были занимать «известные националисты». Вооружать милицию планировали трофейным советским оружием. Вместе с тем, Инструкцией предусматривалось, что милиционеры Народной милиции могут носить униформу красной армии или НКВД с повязкой сине-жёлтого или белого цвета на левом плече и надписью «Народная милиция». Команды народной милиции должны были размещаться в бывших зданиях советской милиции или НКВД..
Создание народной милиции в областных городах по плану должно было происходить в два этапа: мобилизация членов УНМ (на это отводилось 2 дня), и параллельно с этим создание городской команды УНМ как органа управления. Созданием народной милиции в областном городе должны заниматься областной комендант и комендант городской команды. Кроме того, город должен был быть разделен на районы (отделения комиссариатов), главами которых должны быть назначены коменданты милиции и подчинённые им отделы УНМ с личным составом в количестве, в зависимости от потребностей, 100-150 человек.
В соответствии с требованиями Инструкции структура городской команды УНМ должна была включать: секретариат (делопроизводство УНМ), хозяйственный отдел, паспортный отдел (пропуска и паспортизация населения), следственный отдел (следствие в уголовных и политических делах), тюрьму и лагерь интернированных, жилищный отдел (учёт и распределение жилых помещений и зданий), санитарный отдел, а также отдел регулирования уличного движения. Кроме того должны были существовать: запасной отдел (так называемый «постоянный запас команды»).
В обязанности Украинской Народной милиции, по заявлениям, входило поддержание порядка на вновь оккупированных территориях путём защиты украинского населения от нападений рассеянных остатков Красной Армии, уничтожение членов Сопротивления или советских партизан, конфискация оружия, регистрация бывших коммунистических чиновников или специалистов разных сфер, привезённых в Западную Украину из восточных областей, уничтожение мародёров или тех, кто скрывает огнестрельное оружие, а также коллаборационистов с Советским государством и советских диверсантов. Устав Украинской народной милиции позволял евреям вступать в организацию, но только по строгим правилам, требующим, в частности, обязательное ношение жёлтых звёзд на своей одежде. Полякам и русским было категорически запрещено вступать в их ряды
ОУН, контролировавшая Украинскую Народную милицию, была решительно настроена против советской структуры власти, которая была создана в Галиции после советской аннексии, и в частности НКВД. Командование стремилось нейтрализовать те конкретные элементы, которые, по мнению ОУН, имели решающее значение для проецирования советской власти на Украину. Инструкции, изданные в мае 1941 года оуновцами в дистрикте Галиция, были очень конкретны относительно того, кто являлся врагом.
Есть элементы, которые оказывают поддержку советской власти и НКВД, которые с созданием новой революционной власти на Украине должны быть обезврежены (т.е. ликвидированы, укр. унешкідливлені). Этими элементами являются:
- Московиты (русские), отправленные на украинские земли для того, чтобы укрепить власть Москвы на Украине
- Евреи, индивидуально и как национальная группа
- Иностранцы, в основном азиаты, которых Москва использует для колонизации Украины, чтобы превратить страну в этническую шахматную доску
- Поляки на западноукраинских землях, которые не отказались от мечты построить Великую Польшу за счет украинских земель, даже если она станет красной
Народной милиции, согласно инструкции, было рекомендовано действовать таким образом, чтобы «армия и власти союзника (то есть немецкая полиция безопасности и гестапо) извлекали очевидные выгоды из существования народной милиции».
В структуру Украинской Народной милиции также входил «политотдел», который по аналогии с гестапо назывался «тайной государственной полицией».

## Деятельность в начале Великой Отечественной войны
Первый известный случай создания милиции датируется 25 июня 1941 года в городе Млыны, описанном в переписке между Ярославом Стецько и Степаном Бандерой. По словам первого, евреи в этом городе должны были сознательно провоцировать немцев на ответные меры против украинцев. В связи с этим, как писал Стецько, «мы создаем милицию, которое поможет убрать евреев и защитить население»..
Формирование милиции во Львове началось 30 июня 1941 года утром, сразу после того, как город был оккупирован вермахтом, возле собора св. Юра, где в то время был частью батальона «Нахтигаль». Ярослав Стецько поручил Ивану Равлику сформировать строй, согласно дневникам, одним из организаторов руководства милиции был назначен тогдашний заместитель командира батальона «Нахтигаль» Роман Шухевич. Имеются убедительные исторические свидетельства того, что члены украинской милиции играли ведущую роль во львовских погромах 1941 года, приведших к массовому убийству польских евреев. Изначально украинская народная милиция действовала независимо, с одобрения сил СС, но позже были введены ограничения, разрешавшие лишь совместные операции с немецкими частями или действия непосредственно под нацистским командованием.
Милиционеры были набраны из членов Походных групп ОУН и, в меньшей степени из бывших советских милиционеров украинской национальности (возможно, внедрённых агентов ОУН). У последних была униформа, с которой были сняты советские эмблемы, и пришиты украинские тризубцы. Остальные были одеты в штатское и носили сине-желтые повязки на левом рукаве. Примечательно, что евреям также можно было вступить в ряды милиции, но только по строгим правилам, обязывающим их носить желтые звезды на одежде.
После объявления о создании Украинского государства 30 июня 1941 года в 20:00 милиция подчиняется правительству Ярослава Стецько. 2 июля милиция была оперативно подчинена немецким властям, под командование полиции безопасности и тайной полиции, её возглавил Евгений Врецьона.
1 августа милиция была распущена, и по распоряжению руководства Генерального Губернаторства от 18 августа 1941 года было создано новое подразделение —  Украинская вспомогательная полиция, в которую были допущены некоторые сотрудники украинской милиции. До этого члены украинской народной милиции в бывших польских городах, где проживало значительное количество польских евреев, составляли их списки для филиалов Шуцманшафта и разведывательных органов, а также участвовали в облавах (как в Станиславе (ныне Ивано-Франковск), Владимире-Волынском, Луцке). В августе 1941 года в Коростене сотрудники Украинской милиции собрали 238 евреев, являвшихся по их мнению, «источником постоянных волнений», и совершили их убийство. В Сокале 30 июня 1941 года они арестовали и казнили 183 еврея, которых называли «комиссарами». Подобное происходило и в других населённых пунктах. УВП начало военную подготовку 1 октября 1941 года.

## Деятельность УНМ во Львове

### История создания
Согласно отчету краевого руководителя ОУН (б) Ивана Климова, в начале мая 1941 года им были назначены коменданты милиции на каждую область. К 20 мая 1941 года были назначены коменданты Народной милиции в городах и селах.
По воспоминаниям главы украинского государственного правления Ярослава Стецько, после прибытия его походной группы во Львов 30 июня, он отдал распоряжение Ивану Равлику о немедленном создании милиции. 30 июня Равлик как один из руководителей Службы безопасности был приобщён к созданию милиции на территории Львова и других населённых пунктов, с целью обеспечения провозглашения Украинского государства, и впоследствии должен был назначить коменданта милиции Львова. Также к организации Народной милиции во Львове присоединился член походной группы Стецько Евгений Врецьона.
Начало формирования милиции 30 июня во Львове описал в своих воспоминаниях очевидец Дмитрий Гонта:
Началась организация гражданской милиции, чтобы удерживать порядок в городе, потому что темные типы города бросились грабить склепы. Записывалась в милицию в основном студенческая молодежь, записался и я учитывая то, что 20 лет назад я был военным, не мог спокойно смотреть на эту массу неупорядоченных людей с национальными повязками на левом рукаве, потому что при записи выдавали повязки. Подходит ко мне некий крестьянский паренек увешанный бомбами и с ружьем за плечами и в довольно грубой форме обращается, чтобы я не вмешивался не в свои дела, потому что «мы здесь хозяйничаем», кто это «мы» мне было неизвестно, это про себя он думал, может о какой-то группе людей, но в конце концов это такое маловажное, стал я к шеренге. Наконец выстроили этих людей в две шеренги, перевели на второе подворье, потому что запись происходила в подворье возле палаты митрополита, пришло какое-то «начальство», проходя увидели меня. «Вы что здесь делаете?» спрашивают. «Если я украинец, то и делаю то что в данную минуту нужно!» отвечаю. «Это могут делать младшие, Вы идите и делайте что-то более ответственное!». Вышел я из шеренги, снял с руки повязку и на минуту задумался, что мне делать?
По воспоминаниям одного из членов украинского правительства Константина Паньковского «молодежь, сумевшая укрыться от призыва в ряды Красной Армии, подлежала службе в городской милиции, во главе которой стоял член ОУН Евгений Врецьона». Описывая процесс создания милиции, Паньковский также отмечал, что «Организовать милицию было очень трудно, потому что не было профессиональных и вышколенных украинцев. Также не было выслуженных военных подстаршин, из которых у всех народов рекрутируется состав полиции. Поэтому на призыв к полицейским, жандармам и подофицерам перейти в службу в милиции откликнулось мало людей. Зато пришло много, сверх необходимости, молодых сельских ребят, которым потребовалось много времени для подготовки и наработки служебного опыта. Таким образом милиция должна была быть импровизацией».
Некоторые исследователи считают, что к созданию украинской милиции во Львове также имели отношение члены ОУН (б) Роман Шухевич, Омелян Матла и Богдан Казановский. В частности, по воспоминаниям Казановского: «он [Шухевич] требовал от меня, чтобы я стал временным комендантом города и организовал команду. Когда будет определена постоянная команда, ее возглавит Евгений Врецьона. Я никак не мог согласиться на такое большое, хоть и временное назначение, поэтому искренне просил Шухевича, чтобы назначил кого-то другого, военного». В дальнейшем, как вспоминал Казановский:
Я начал разговор с Омеляном Матлою о том, чтобы он принял пост временного коменданта города. Омелян не соглашался, но я оповещал о требовании Р. Шухевича, что имею власть от его имени подобрать соответствующего коменданта. Потому что он поручик польской армии, на такой пост может претендовать только военный человек, знакомый с положением города, который к тому же имеет знакомых людей в городе и его имя известно в связи с осужденным на смертельную казнь в 1934 г. братом Зиновием. Омеляну я открыл свою правдивую фамилию и сказал, что я с Зенком сидел в одной тюрьме.[...] Не долго уже мне пришлось уговаривать Омеляна. Он принял пост временного коменданта города без церемонии номинации, просто во дворе собора св. Юра, который был свидетелем не одних исторических событий...
Однако документальными источниками факт образования «временной команды» Львова, а также работа Омеляна Матлы и Богдана Казановского в народной милиции Львова не подтверждается. Зато они указываются в документах уже как сотрудники вспомогательной полиции, которая была создана в августе 1941 года после ликвидации УНМ.
1 июля 1941 года во Львове появились воззвания за подписью краевого руководителя ОУН (б) Иван Климова с призывом создавать украинскую государственную милицию. В тот же день Украинским национальным комитетом в Кракове было распространено сообщение о том, что «День 30 июня 1941. В вечерние часы радиостанция дважды передала сигнал от Организации Украинских Националистов с призывом к украинскому народу о создании украинской власти в Львове и на местах, о формировании Украинской народной милиции и создании собственной армии».
2 июля факт организации украинской милиции «элементами группы Бандеры» под «руководством Стецько и Равлика» отмечено в немецком донесении о событиях в СССР от 2 июля 1941 года № 10 «Вопрос акции чистки».

### Реакция немецких властей
Согласно немецкому донесения о событиях в СССР от 3 июля 1941 года № 11 «Мероприятия протоукраинских политических групп», создание украинской милиции рассматривалось как попытки «национально настроенных украинцев под руководством Бандеры [...] поставить немецкие власти перед свершившимся фактом».
2 июля украинская милиция Львова была оперативно подчинена руководителю СС.
8 июля 1941 года во время проведения опроса немецких офицеров и бургомистра Львова Юрия Полянского в деле провозглашения Акта 30 июня государственный подсекретарь правительства Генерал-губернаторства Эрнст Кундт отметил, что учитывая то, что перед вступлением немецких войск во всех городах и населённых пунктах уже создана украинская милиция, «необходимо подумать о преобразовании милиции, особенно на тех территориях, где отсутствуют войска вермахта и полиции, на вспомогательную полицию».
9 июля 1941 года на том же опросе майор Вермахта Вайнер отметил, что «люди Бандеры перед вступлением немецких войск вооружились во всех населённых пунктах Западной Украины и создали украинскую милицию, которая предоставила себе права, которые принадлежат только немецким исполнительным органам и которые не имеют уже ничего общего с обычными отделами для поддержания порядка местных администраций и с охраной собственной жизни в отдалённых населенных пунктах. Первый комендант Львова, полковник горной дивизии Миттергерст, как и много политически неосведомленных военных офицеров, под давлением общественности согласился признать, что украинская милиция оповещала население о необходимости сдавать оружие, радиоприборы и передатчики не немецкой городской комендатуре, а украинской милиции. Эта ситуация была выявлена благодаря вмешательству офицеров контрразведки, включая профессора Коха, и изменена следующим комендантом города генералом Рентцом на практику содействия приказу сдачи оружия и радиоприборов городской комендатуре».
11 июля 1941 года немецким командующим военными силами тыла фон Роком был издан приказ № 103, в котором отмечалось, что «в интересах поддержания порядка и охраны жизненноважных заведений, которые принадлежат украинцам, допускается создание невооруженной украинской местной милиции. Её численность, за исключением малых населённых пунктов, не должна превышать 1 % от всего населения. В местную милицию могут зачисляться только те лица, которые проверены службой безопасности и зарегистрированы военными органами как надёжные. Уже созданные отряды милиции в связи с этим распоряжением необходимо проверить и при данных условиях очистить от сомнительных элементов. Относительно вооружения милиции, здесь действует приказ главного командующего военными силами тыла № 103 от 233. В тех местах, где в особых случаях ещё разрешено вооружать милицию, речь может идти только об оснащении лёгким оружием. Соответствующими складами оружия украинская милиция не имеет права распоряжаться. Они должны охраняться войсками или полицией. По возможности к руководству украинской милицией должны привлекаться офицеры или же унтер-офицеры, которые прошли службу в старой австрийской или бывшей польской армии».
22 июля 1941 года Главным командованием фронтового тыла группы армий «Юг» выдана директива, в которой предлагалось: «для защиты населения разрешается выдавать винтовки с 10 патронами к каждой, в количестве, не превышающем 10 % от численности милиционеров. Запрещено выдавать любое оружие кроме винтовок и пистолетов».

### Личный состав, структура и руководство УНМ Львова

#### Структура и руководство
Согласно спискам милиционеров, УНМ Львова по состоянию на первую декаду августа 1941 года состояла из:
- городского комиссариата (городской команды) — 25 работников. Комиссар Евгений Врецьона, заместитель комиссара Иван Витушинский;
- I комиссариата — 64 работника. Комиссар Осип Паньков, заместитель комиссара Маркиян Шепарович;
- II комиссариата (отдельно был разделен на три ревира (участка) — 4 работника без учёта работников трёх участков. Комиссар Иван Небола, заместитель комиссара Иван Ткачук:
- I ревира — 24 работника. Комендант Иван Лищинский, заместитель коменданта Богдан Ковзанюк.
- II ревира — 16 работников. Комендант Константин Гарасюк, заместитель коменданта Мирон Козаченко.
- III ревира — 16 работников. Комендант Степан Козицкий, заместитель коменданта Илько Гаврилко.
- III комиссариата — 84 работника. Комиссар Ярослав Левицкий, заместитель комиссара Роман Винницкий.
- IV комиссариата — 57 работников. Комиссар Маркиян Харкевич, заместитель комиссара Василий Лялюк.
- Следственного отдела — 45 работников. Руководитель Василий Турковский.
- Тюремной стражи — 28 работников. Заведующий тюрьмой Павел Химич, заместитель заведующего Петр Гавриш.

Руководители УНМ (должности выше рядового милиционера до городского комиссара включительно) составляли 47 из 362 человек или около 13 % от общего количества работников УНМ Львова. 8 из 47 (17 %) принадлежали к ОУН (б), двое (4,2 %) — к «мельниковскому крылу» ОУН — ОУН (м). К походным группам ОУН принадлежали 6 из 47 руководителей УНМ (12,8 %).

#### Личный состав. Количество, пол, возраст, военный опыт, партийная принадлежность и дата поступления
Согласно требованиям майских инструкций ОУН (б) общая численность городской команды и районных комиссариатов УНМ в Львове должна была составить от 250 до 350 и более человек.
По отчету краевого руководителя ОУН (б) Ивана Климова общее количество милиционеров всех комиссариатов Львова составляло «приблизительно 800 (восемьсот)» человек. Однако указанная цифра или является ложной, или включает не только работников городской милиции Львова, но и личный состав других структур УНМ — краевой (областной) и окружной команд, которые также размещались во Львове, однако не входили в состав городской команды.
Согласно спискам милиционеров по состоянию на первую декаду августа 1941 года общая численность работников УНМ Львова составляла 362 человека. Из них: 138 человек (около 38 %) поступили в УНМ 30 июня, 7 человек (почти 2 %) — 1 июля, 29 (8 %) — 2 июля, 102 (28 %) — 3 июля и позже. Относительно 86 работников (24 %) данные о поступлении в милицию отсутствуют.
Из руководящего состава УНМ Львова: 21 человек (44,7 % всех руководителей) поступил в УНМ 30 июня, 1 (2,1 %) — 1 июля, 9 человек — 2 июля, 6 лиц (12,8 %) — 3 июля и позже. Данные по 10 лицам (21,3 %) о дате их вступления в ряды народной милиции не известны.
Подавляющее большинство (337 человек или 93 %) работников милиции Львова составляли мужчины. Женщин было 23 (чуть больше 6 %), а пол ещё двух человек (0,6 %) определить невозможно, так как в списках указана только фамилия. Наибольшее количество работников УНМ составляли лица, родившиеся в 1911-1920 годах (150 или 41 %) и в 1900-1910 годах (112 или почти 31 %). Родившихся до 1900-го и после 1921 года было значительно меньше — 27 (7,4 %) и 64 человека (17,7 %) соответственно. Ещё по 9 лицам (2,5 %) данные отсутствуют. Почти две трети (238 человек или 65,7 %) милиционеров Львова были уроженцами сёл. Родились в городах около трети (109 человек или 30,1 %). В отношении остальных 15 человек (4 %) данные отсутствуют или их невозможно точно установить.
По месту рождения две трети (240 или 66 %) работников УНМ были уроженцами современной Львовской области, 28 (7,7 %) — Тернопольской, и 22 (6,1 %) — Ивано-Франковской области. Уроженцев других регионов было значительно меньше: Закарпатье — 3 (менее 1 %), Буковины — 5 (1,5 %), Бессарабии, Поднепровья и Донбасса — 4 (1 %). Ещё 17 человек (менее 5 %) родились на территории современной Польши. В отношении 43 человек (почти 12 %) данные о месте рождения отсутствуют или их невозможно установить. Уроженцев самого Львова в рядах милиции было всего 56 человек (15,5 %).
Почти половина (167 или 46 %) работников УНМ вообще не имела никакого военного опыта. Относительно 62 человек (17 %) какие-либо данные в этом отношении отсутствуют. То есть военный опыт в целом имели лишь около трети милиционеров. Из них абсолютное большинство (103 или 28 %) получили его в польской армии. Ещё 4 человека (1 %) — это бывшие военные Украинской Галицкой армии, и по 1 человеку — армии Армии Украинской Народной Республики, Сечевых стрельцов, румынской, венгерской и даже бывшей австрийской армий. Выучку в рядах ОУН получили всего 2 человека (0,5 %), несколько больше — 8 (2 %) и 4 (1 %) получили его в украинских организациях «Сокол» и «Луг». Ещё 1 человек приобрёл военный опыт иным способом. Пятеро (1,4 %) работников получили «полицейский» опыт в рядах советской милиции, и 1 — в польской полиции.
По результатам анализа заявлений о вступлении в украинскую полицию 12,5 % работников УНМ Львова указало принадлежность к ОУН (из них 80 % вступили в милицию Львова 30 июня). 2,5 % милиционеров ранее были членами Фронта национального единства. 32,5 % ранее были членами украинских организаций «Луг», «Сокол», «Просвита», «Родная школа» и других. В целом члены украинских организаций и партий составляли 47,5 % работников УНМ Львова. Только в 2,5 % случаев работники милиции одновременно были членами ОУН и принадлежали к другим украинским организациям. В одном из случаев членство в ФНЄ не совпадало с членством в ОУН или с работой в советской милиции. К походным группам ОУН принадлежали 6 из 362 работников (менее 2 %).

### Удостоверения и печати
Инструкцией Службы безопасности предполагалось изготовление печатей для областной команды Народной милиции, команд городов и районов и рассылка их специальными курьерами по области. Внешний вид печатей городской команды Народной милиции Инструкция не определяла. Вместе с тем, для районной команды УНМ предусматривалось изготовление двух типов печатей: прфямоугольной с текстом «Народная милиция районная команда в ...», размером 21/2х10 см, и круглой, размером с сохранившуюся до сих пор круглую печать НКВД для паспортов, внутри которой должно содержаться изображение Тризуба с текстом аналогичного содержания.
Фактически было изготовлено два типа печатей для львовской милиции. Первый тип — с изображением Тризуба в центре и надписи на украинском и немецком языках «Командант Української Міліції у Львові / Kommandant der Ukrainischer Militz in Lemberg» (Комендант Украинской милиции во Львове). Оттиски такой печати использовались, в частности, на удостоверениях милиционеров УНМ Львова, которые выдавались в июле 1941 года. Второй тип — с изображением городского герба Львова: льва, который поднялся на задних лапах и опирается правой передней на стену ворот в центральном круге и окружающей надписью в широком внешнем круге: «Міліція міста Львова / Miliz der Stadt Lemberg» (Милиция города Львова). Оттиск этой печати встречается в одном из документов, датированных 30 июля 1941 года.
Кроме печатей, во львовской милиции также существовал прямоугольный штамп с надписью на украинском и немецком языках: «УКРАЇНСЬКА МІЛІЦІЯ Міський комісаріат у Львові / UKRAINISCHE MILIZ Stadtkomissariat Lemberg» (УКРАИНСКАЯ МИЛИЦИЯ Городской комиссариат во Львове). Оттиск такого штампа использовался на временных удостоверениях милиционеров Львова, датированных периодом с 28 июля по 6 августа 1941 года.
Существовало два вида удостоверений сотрудников УНМ Львова.
Первый тип — так называемые «виказки милиционера» с фотографией, круглой печатью с тризубом и надписями на украинском и немецком языках, и подписью штурмбаннфюрера СС Отто Кипки. Известные на сегодня удостоверения этого типа хранятся в Государственном архиве Львовской области, выданы 14 и 21 июля 1941 года и имеют № 35, 37, 51-57 и 324. Выдавались не в алфавитном порядке и не учитывали времени вступления их владельцев в милицию. Все работники, которым выдавались удостоверения такого вида, принадлежали к следственному отделу, который возглавлял Василий Турковский. Также известно, что подобные удостоверения были выданы 30 июля 1941 года милиционерам IV комиссариата Павлу Теренчину под № 267 и Михаилу Сулими под № 259.
Второй тип — «временные виказки» с штампом на двух языках вместо печати и подписью городского комиссара Врецьоны. Сохранившиеся удостоверения этого типа в количестве 17 штук также хранятся в Государственном архиве Львовской области. Из них 13 выданы 28 июля, по одной — 29 июля и 6 августа, а ещё две — 5 августа 1941 года. На них проставлены номера: 157/В, 162/В-164/В, 166/В, 168/В-174/В, 177/В, 195/В, 289/В-290/В и 294/В. Также, как и в предыдущем случае они были выданы работникам следственного отдела и не были привязаны ни к алфавитному порядку, ни кл времени вступления в милицию.
Такое удостоверение было выдано милиционеру IV комиссариата Павлу Теренчину под № 277/В 30 июля 1941 года.

### Ликвидация
Милиция Львова ликвидирована 11-12 (по другим данным 15) августа 1941 года. Вместо неё немецкой оккупационной администрацией создана так называемая «украинская полиция». В эту структуру перешла часть бывших работников УНМ в августе 1941 года.